# Polystichtis pseudocrispus
Polystichtis pseudocrispus är en fjärilsart som beskrevs av John Obadiah Westwood 1851. Polystichtis pseudocrispus ingår i släktet Polystichtis och familjen Riodinidae. Inga underarter finns listade i Catalogue of Life.